# Sambucus canadensis
Sambucus canadensis es una especie de arbusto perteneciente a la familia Adoxaceae. 

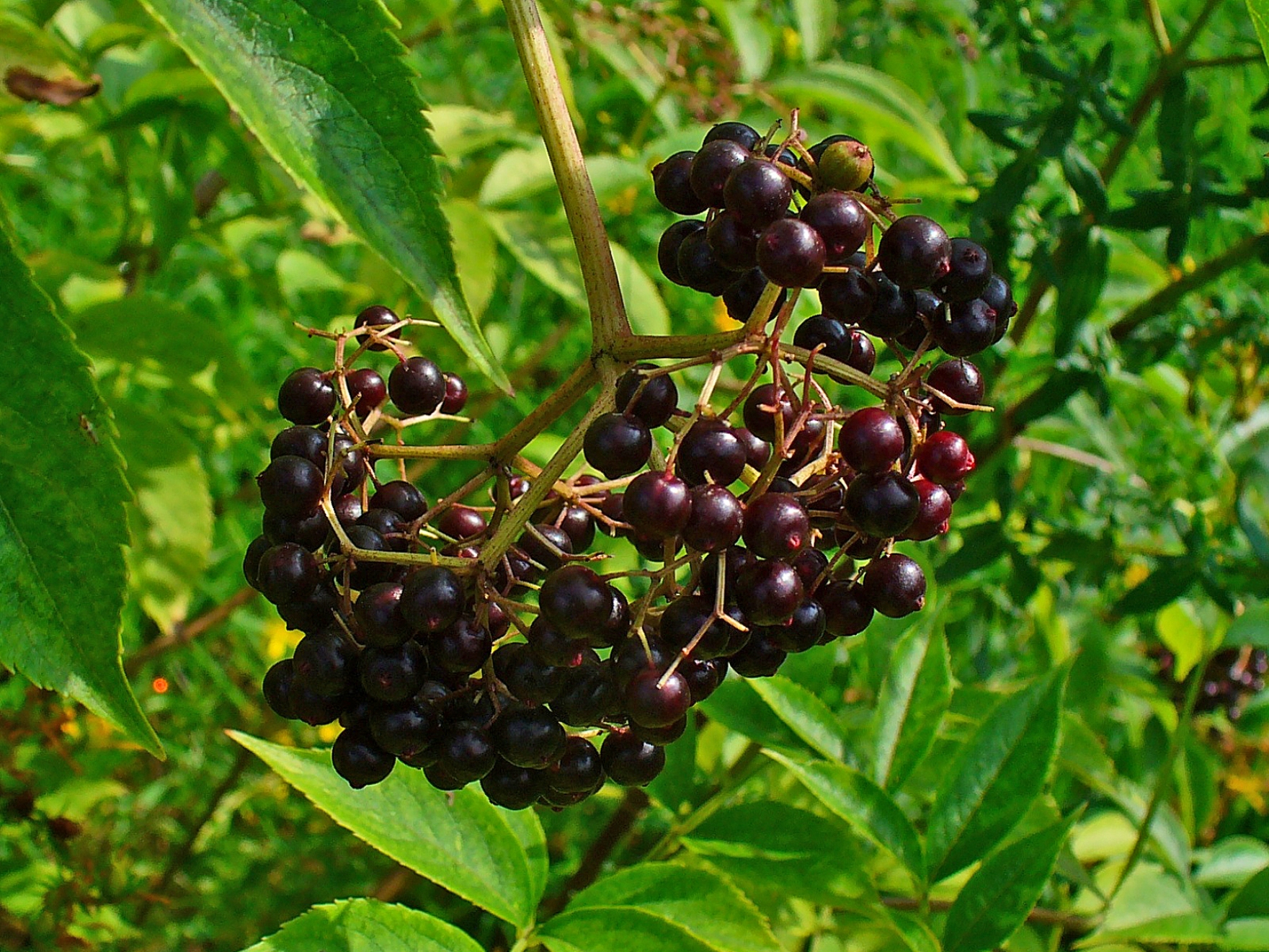

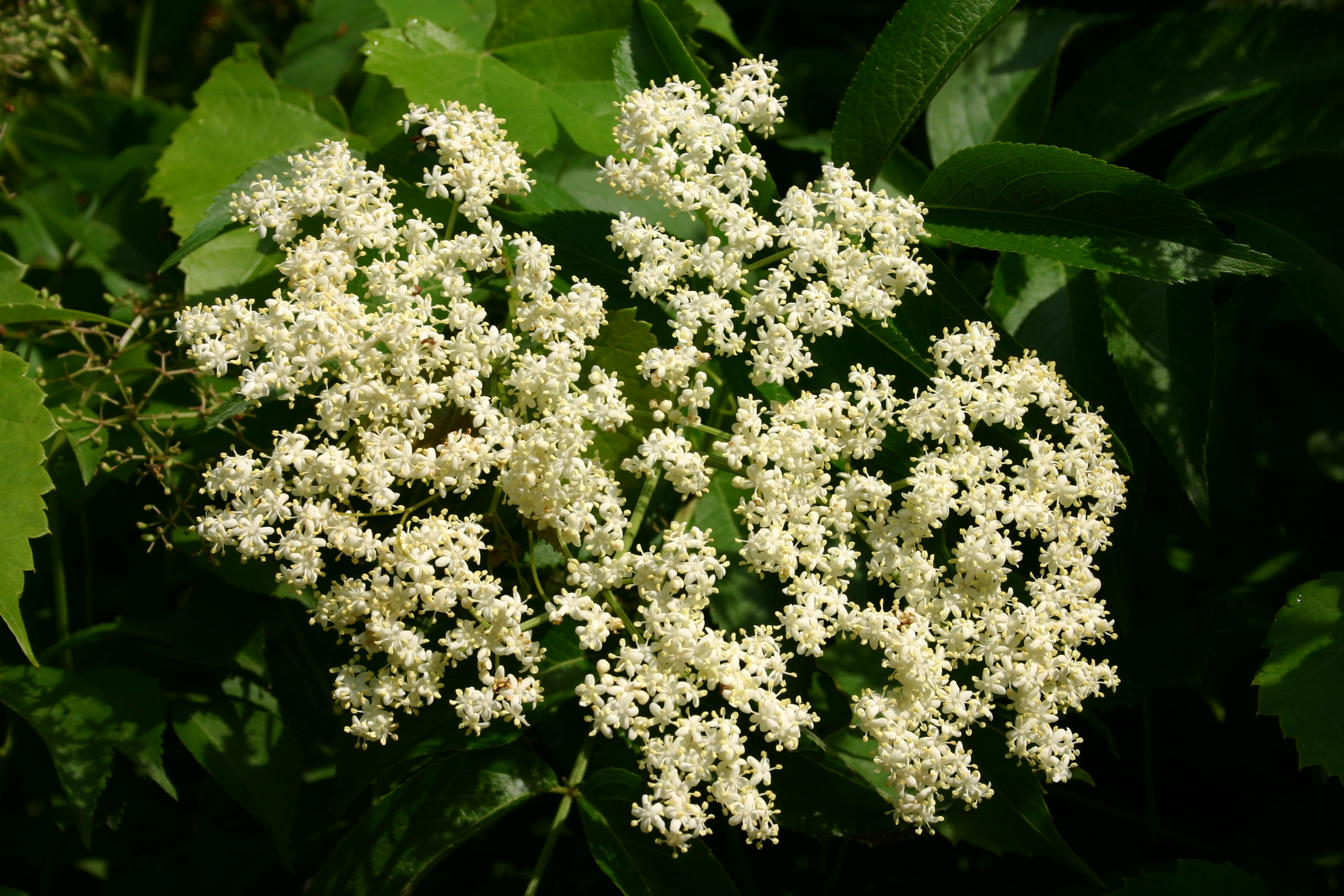
Inflorescencia

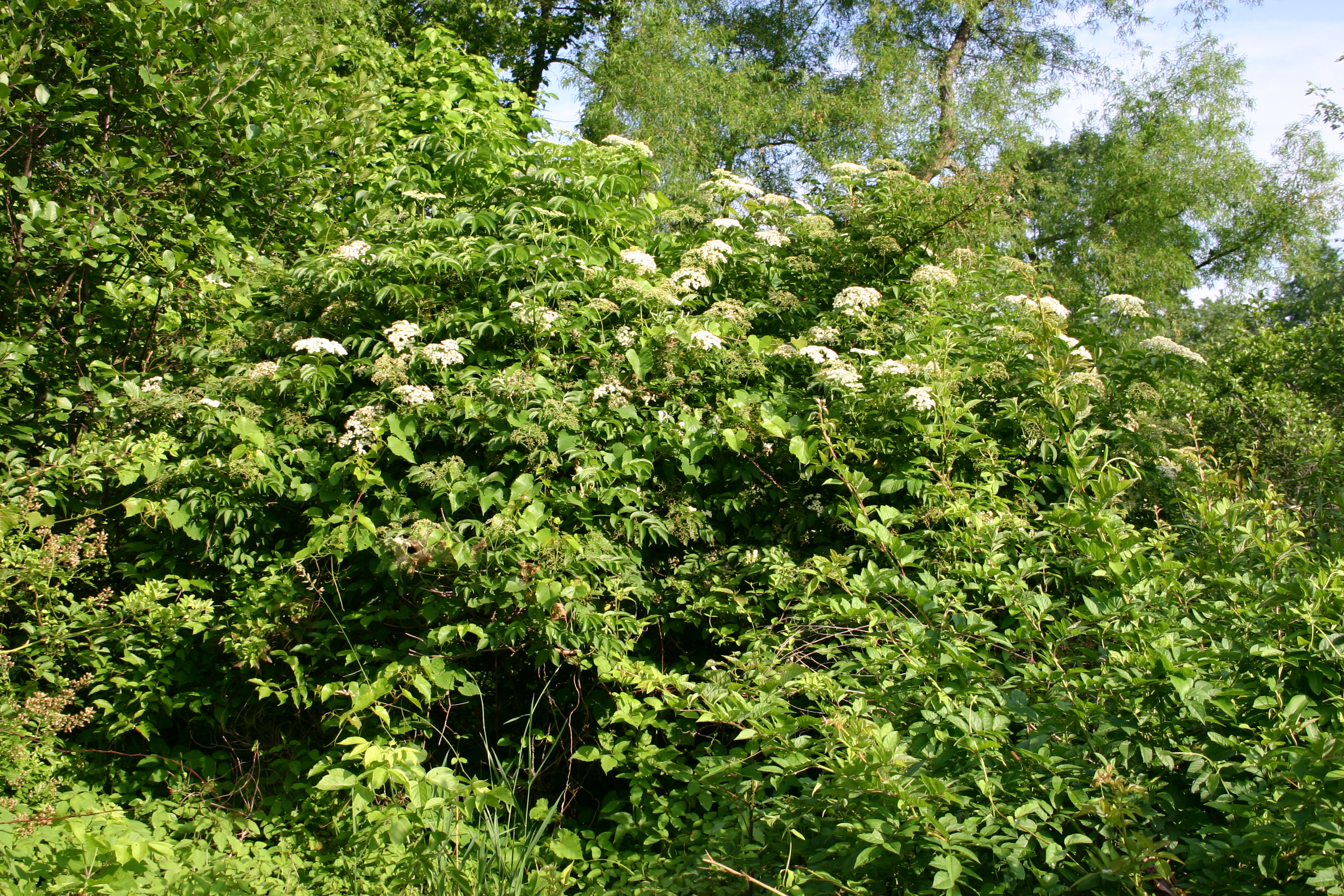

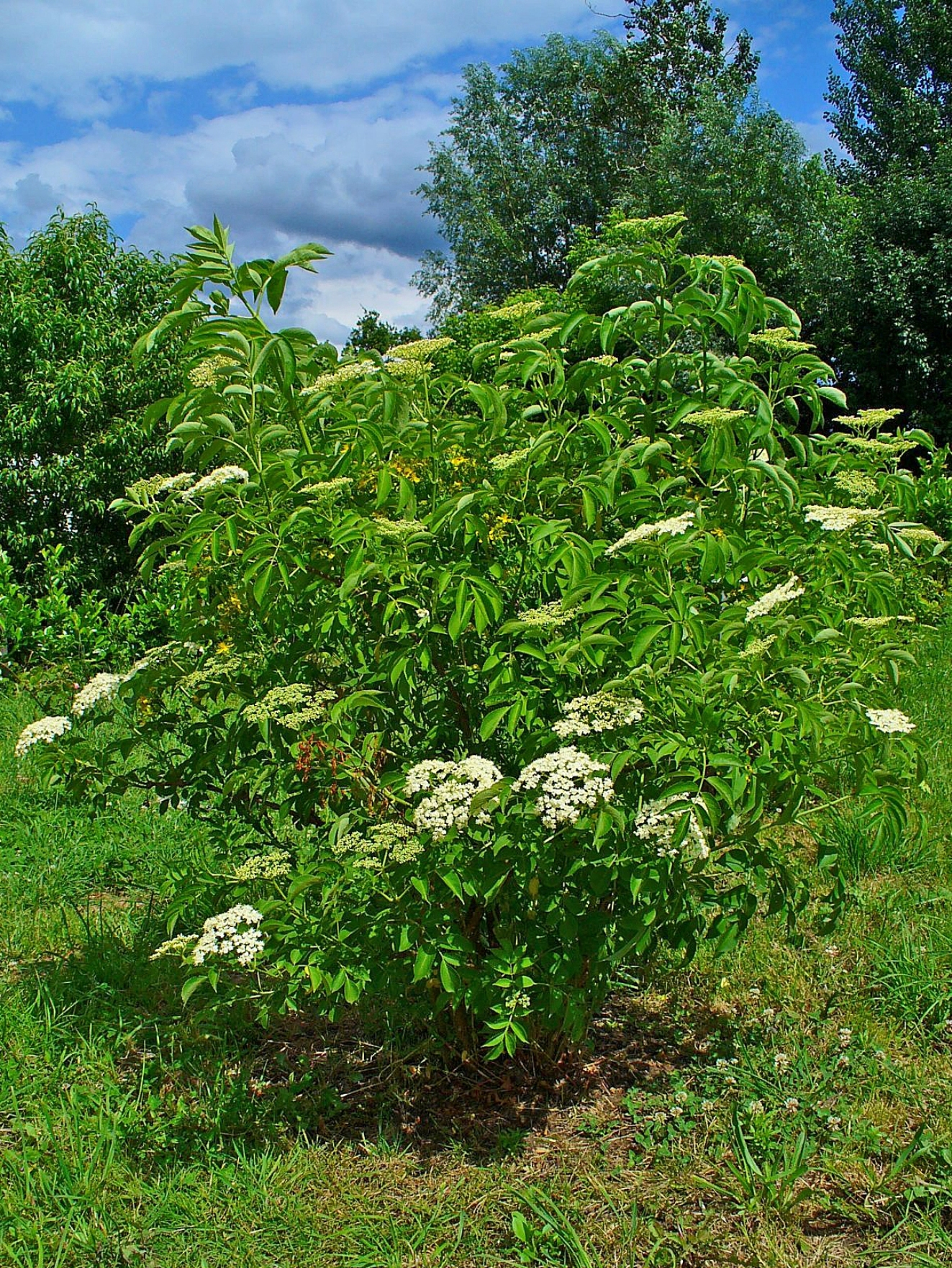

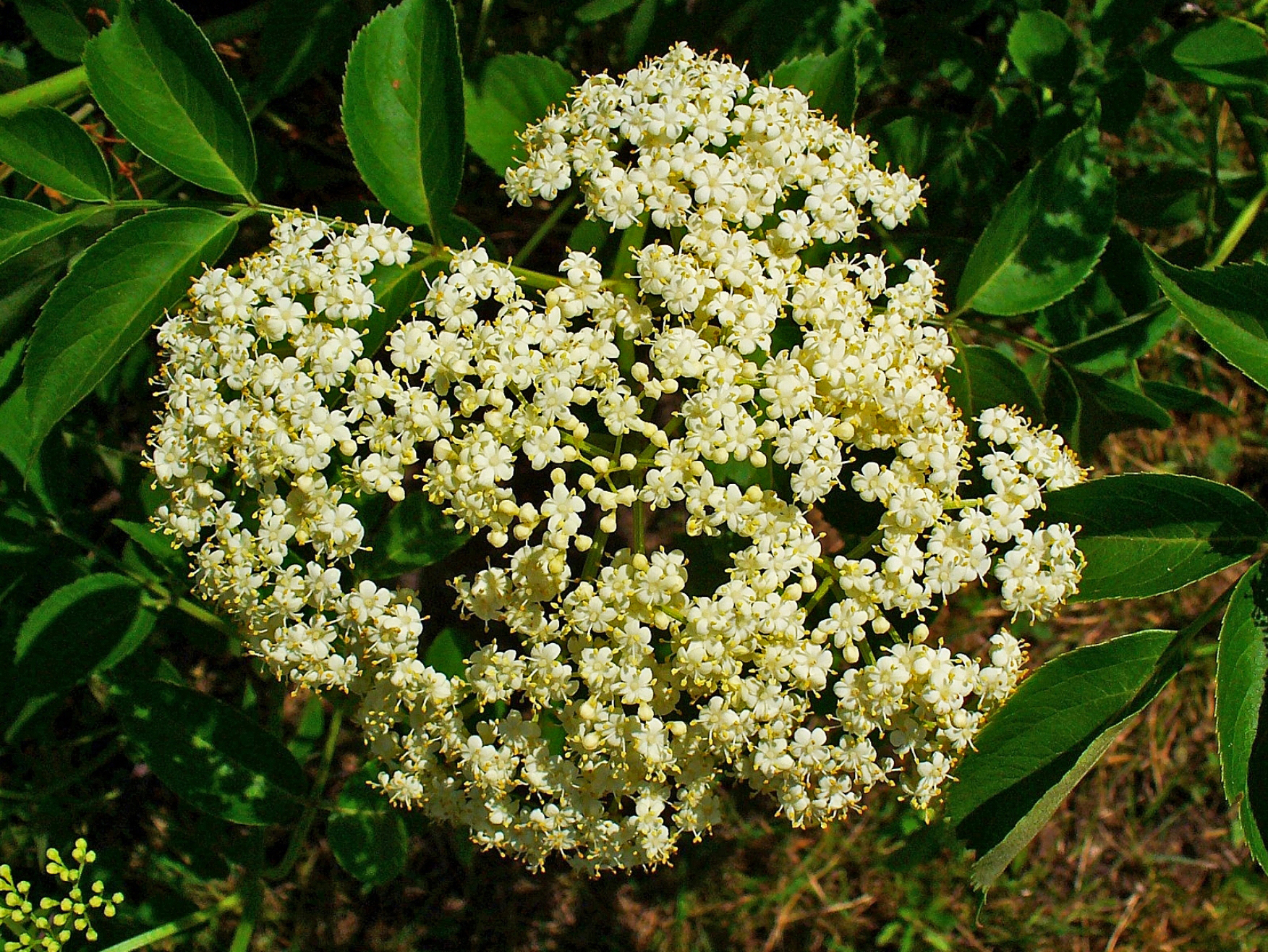

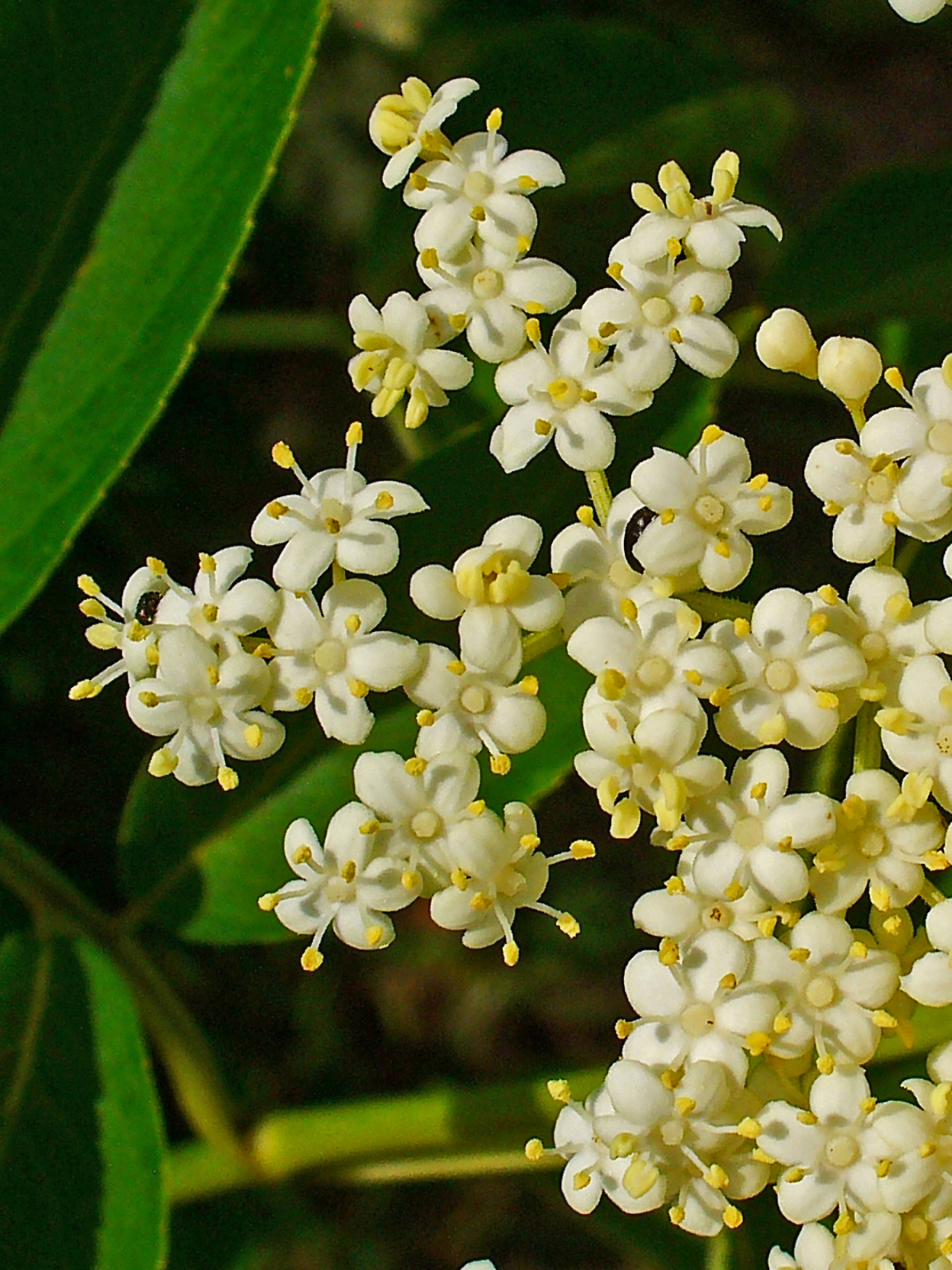

## Distribución y hábitat
Es originaria de una gran región de Norteamérica al este de las Montañas Rocosas, y al sur por el este de México y América Central a Panamá. Crece en una variedad de condiciones incluyendo suelos húmedos y secos, sobre todo en lugares soleados.

## Descripción
Se trata de un arbusto de hoja caduca que alcanza hasta los 3 m de altura o más. Las hojas están dispuestas en pares opuestos, son pinnadas con cinco a nueve foliolos,  de 10 cm de largo y 5 cm de ancho. En verano, aparecen las inflorescencias de gran tamaño (20-30 cm de diámetro) en forma de corimbos con flores de color blanco sobre el follaje, las flores individuales tienen 5-6 mm de diámetro, con cinco pétalos. El fruto es una baya de color púrpura oscuro a negro de 3-5 mm de diámetro, se producen en racimos colgantes en el otoño. Las bayas y las flores son comestibles, pero otras partes de la planta son venenosas, tóxicas que contienen cristales de oxalato de calcio.

## Usos tradicionales
La fruta se utiliza como medicamento, vino, gelatina y colorante. La investigación sobre las bayas  se lleva a cabo en la Universidad de Misuri. Las hojas y corteza interna se puede utilizar como un insecticida y un colorante. Los tallos pueden ser ahuecados y utilizados como instrumentos musicales y juguetes.
En Chihuahua, Baja California, Baja California Sur, Sonora, y Nayarit es popular el uso del sauco para tratar la calentura y la tos. Además, se utiliza en diversas enfermedades respiratorias como la bronquitis, también se aprovecha para tratar la tos ferina. Asimismo, se prescribe en casos de ronquera, asma, catarro o gripe y amigdalitis.
Se usa en forma tradicional en el tratamiento de trastornos digestivos, diarrea, disentería roja (heces fecales con hilos de sangre, con dolor de estómago, asientos, escalofríos,  dolor de estómago, del hígado y estreñimiento. En problemas de piel como caspa, disipela, salpullido, caída del pelo, sarampión, sarna, sabañones, quemaduras, edema y vergüenza (enrojecimiento, hinchazón y pequeños granos rojos en la cara).
Además como purgante, desinfectante y diurético y utilizado para combatir la caries, conjuntivitis e infección en ojos y oídos, contra los parásitos y la rabia. Para el corazón, dolores musculares, heridas, heridas pasmadas, llagas, quebraduras, reumas, calambres, expulsión de placenta, menorrea, hemorroides, purificación de la sangre, calor en la cara, enfriamiento, y alcoholismo.

## Ecología
Las larvas del coleóptero crisomeloideo Desmocerus palliatus se alimenta de esta planta.

## Taxonomía
Sambucus canadensis fue descrita por Carlos Linneo y publicado en Species Plantarum 1: 269. 1753.
Etimología
Sambucus: nombre genérico que deriva de la palabra griega sambuke de un instrumento musical hecho de madera de saúco y un nombre usado por Plinio el Viejo para un árbol posiblemente relacionado con el saúco.
canadensis: epíteto geográfico que alude a su localización en Canadá.
Sinonimia
- Sambucus canadensis var. oreopola (Donn.Sm.) Rehder
- Sambucus canadensis var. submollis Rehder
- Sambucus mexicana C.Presl ex DC.
- Sambucus nigra subsp. canadensis (L.) Bolli[3]
- Sambucus oreopola Donn. Sm.

## Nombre común
- alcanfor, flor de sauco, guarico, sauce, sauco chico, sauco grande, sauzo, tapiro;[2]
- saúco del Canadá, saúco de México.[5]